# Führen von unten
Führen von unten (auch „Führung von unten“) bedeutet die bewusste, offenkundige oder auch subtile, gezielte Einflussnahme von Mitarbeitern auf deren Vorgesetzte. Während die Darstellung von Führungsstilen eher die Perspektive von Leitungspersonen einnimmt, ergänzt „Führen von unten“ diese mit der Sichtweise von Arbeitnehmern, die hierarchisch einem Vorgesetzten unterstehen. Zur Orientierung der Mitarbeiter bezüglich ihrer eigenen Haltung bildet das Konzept das komplementäre Gegenstück, auf das Vorgesetzte angewiesen sind, die einen kooperativen Führungsstil praktizieren wollen.
Das Konzept wird auch unter „Cheffing“ als Umgangsstil zwischen Belegschaft und Vorgesetzten im Bereich der Printmedien diskutiert, ist dabei aber nicht zu verwechseln mit „Bossing“, einer Mobbingvariante von Vorgesetzten gegenüber ihren Untergebenen. Als plakatives Schlagwort existiert dieser Begriff in dieser Form für „Führen von unten“ jedoch nur im deutschen Sprachraum. Bei englischsprachigen Fachleuten ist dabei eher von „managing the boss“ die Rede.
Führung von unten / Cheffing kann im offenen Dialog mit Vorgesetzten geschehen – und ist dann abzugrenzen vom Versuch der Manipulation. Konstruktive Wirkung entfaltet es vor allem, wenn Vorgesetzte sich auf die Einflussnahme durch ihre Untergebenen einlassen. In Fortführung dieser Idee können sich plurale Führungsformen bzw. Plural Leadership (z. B. verteilte Führung sowie gemeinschaftliche Führung) entwickeln.

## Ausgangslage

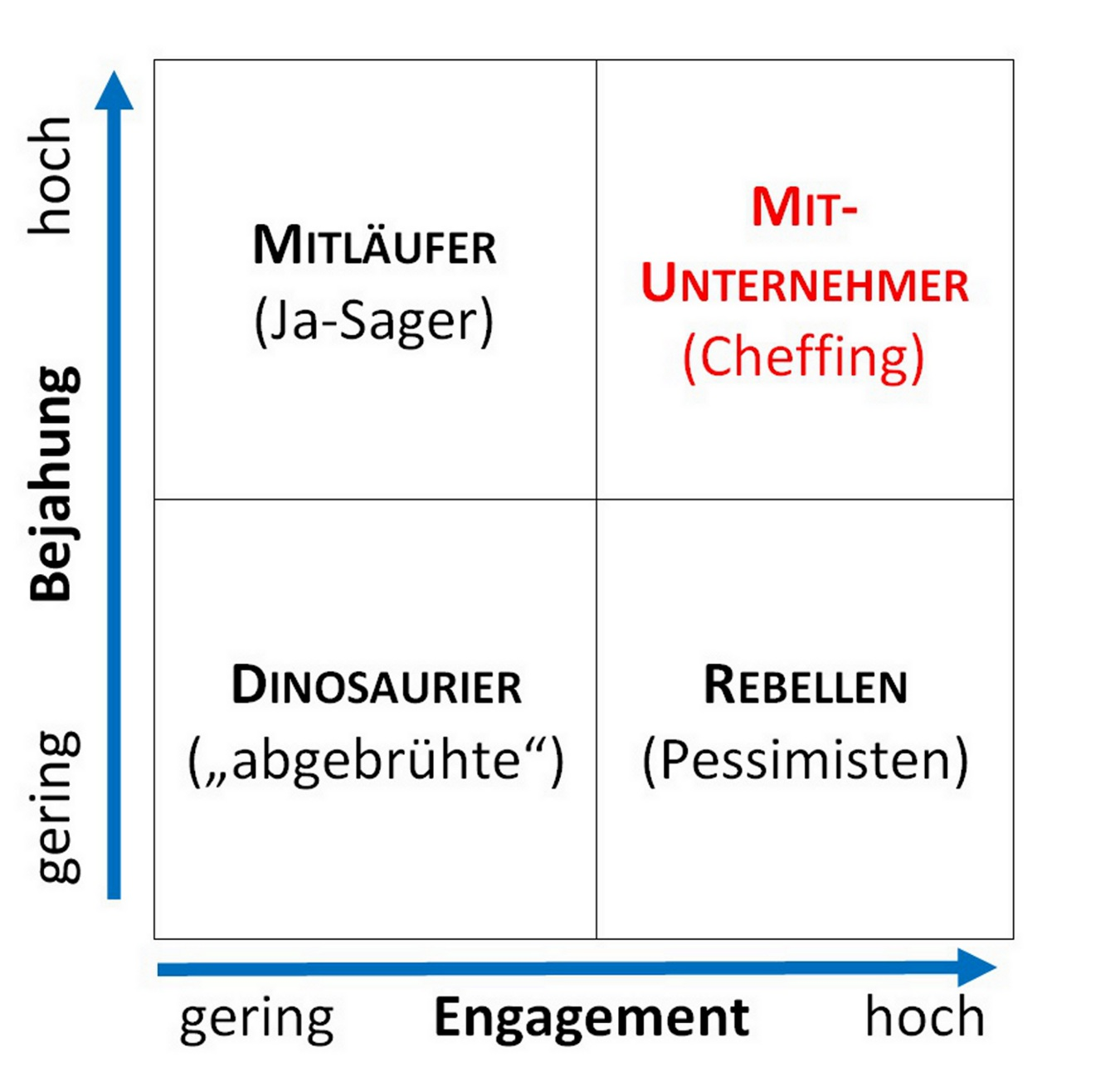
Change-Holder-Portfolio nach Herzlieb/Ulrich 2005

Fredmund Malik stellte schon 1995 fest, dass es zwar notwendig, jedoch weit schwieriger ist, von unten nach oben zu führen als von oben nach unten, und fragt, wie man seinen Chef managen kann. Martin Wehrle (2006) beobachtet bei seiner Tätigkeit als Unternehmensberater, dass die besten Organisationsberater oft die eigenen Mitarbeiter sind. Wie Wehrle beschreibt auch Sabine Thienel in einem Zeitschriftenartikel, dass Kommunikationsprobleme zwischen Mitarbeitern und Vorgesetzten eher die Regel als die Ausnahme sind.
Heinz-Jürgen Herzlieb und Friedrich Ulrich machen (2005) drei verschiedene Einstellungen aus, mit denen Mitarbeiter ihrer Situation oft begegnen, wenn sie Probleme bei der Erledigung ihrer Aufgaben ohne ihre Vorgesetzten nicht lösen können oder sich in ihrem Wunsch, sich zu engagieren, immer wieder nicht gehört fühlen:
- Die Opferhaltung: Es gibt unzählige Gründe, welche die unbefriedigende berufliche Situation rechtfertigen und als Ursache angegeben werden, warum daran nichts geändert werden kann.[18]
- Die Blender-Strategie: Warnsignale werden heruntergespielt, mit dem Gefühl: „es wird alles nicht so heiß gegessen, wie es gekocht wird“. Misserfolg wird verharmlost oder sogar unter positivem Vorzeichen als Erfolg verkauft.[19]
- Die Unternehmer-Strategie: Probleme und Schwierigkeiten werden bewusst wahrgenommen und einer neutralen Analyse unterzogen. Kann das Problem (bei Abhängigkeit von einem Vorgesetzten) nicht gelöst werden, gibt es zwei weitere Optionen:

1. Aushalten: Der Betroffene versucht, sich emotional nicht in das Problem zu verstricken, sondern eine neutrale Haltung einzunehmen, ohne zu kämpfen, um seine Energien in andere Bereiche seines Auftrags lenken zu können.
2. Die Situation verlassen: Es wird innerbetrieblich oder außerhalb nach einem anderen Arbeitsgebiet gesucht.[20]

Mitarbeiter, die die Verantwortung für eine so entstandene berufliche Unzufriedenheit allein bei ihren Vorgesetzten belassen, liefern sich selbst der Situation hilflos aus und geraten dadurch unter weit größeren Stress, als wenn sie versuchen, die Situation selbst in die Hand zu nehmen und positiv zu verändern, stellt Wehrle fest. Herzlieb schlägt darum Mitarbeitern, die die letzte der oben genannten und als einzige konstruktive Option ergreifen wollen, vor sich ihrer Situation bewusst zu werden und eine klare Strategie zu entwickeln, bei der sie eine aktive Rolle einnehmen.

## Einsatz
Da die Führung von Menschen immer ein Beziehungsgeschehen ist, müssen beim Einsatz einer Führungsmethode die Seiten beider Beteiligten Beachtung finden.
Doch die meisten Vorgesetzten haben das Ausüben einer Leitungsfunktion in ihrer Ausbildung gar nicht erlernt, stellt Wehrle fest und folgert weiter, dass man beim Führen mit Macht und Autorität statt mit Motivation sich Gegen- statt Mitarbeiter schafft; „Untergebene“ im Wortsinn. Seiner Beobachtung nach orientieren sich manche Vorgesetzte eher an der Konkurrenz, als dass sie Verbesserungsvorschläge der eigenen Mitarbeiter akzeptieren, oder verkaufen diese, wenn sie erfolgreich sind, auch als eigenes Werk.

Wer bei seiner Arbeit weder über- noch unterfordert ist, kann in den sog. „Flow“ kommen – er geht in der Tätigkeit auf, während die Motivation erhalten bleibt oder sogar ansteigt.

Weiter stellt er fest, dass leistungsstarke oder erfahrene langjährige Mitarbeiter vom Vorgesetzten ungern befördert werden, weil dieser dann auf deren gute Arbeit verzichten müsste. Auch um Unruhe bei anderen Kollegen vorzubeugen, wird für Leitungsstellen häufig „nach einer Lösung von außen“ gesucht und ein externer Bewerber in eine Führungsposition eingestellt. Personalentwicklung bestünde in vielen Firmen eher daraus, aus schlechten Mitarbeitern weniger schlechte zu machen als gute zu fördern. Während in Leitbildern oft innovatives Querdenken gewünscht wird, sei dies in der Realität oft gefürchtet, weil es in der Regel mit charakterlichen Ecken und Kanten verbunden ist, was Misstrauen erzeuge, skizziert der Berater und Gehaltscoach die Lage bei Stellenbesetzungen und Beförderungen in Unternehmen.
Tatsächlich brachte eine Studie, die 1998 bei IBM durchgeführt wurde, ans Licht, welche Kriterien eine Beförderung begünstigen: Die Qualität der Arbeit wirkt sich zu 10 % aus, das Image eines Mitarbeiters im Unternehmen trägt zu 30 % dazu bei und zu 60 %, wie gut er den Vorgesetzten auf sich aufmerksam machen konnte.
Doch Motivation durch die Vermittlung materieller Sicherheit, wie es vor Jahren noch mit Verweis auf die Bedürfnispyramide nach Maslow möglich war, ist vielen Mitarbeitern inzwischen zu wenig. Viel wichtiger ist inzwischen Selbstverwirklichung im Beruf geworden.
Wehrle stellt fest, dass die meisten angestellten Berufstätigen durch ihre Arbeit glücklich werden wollen, indem sie durch ihre Tätigkeit an der Aufgabe oder dem Auftrag Bestätigung erhalten, durch die sie in einen Flow kommen, der ihre Leistungsfähigkeit steigert, was im Sinne des Unternehmens beziehungsweise der Vorgesetzten ist.
Die Führung von unten stellt vor diesem Hintergrund die Beeinflussung eines konkreten Vorgesetzten dar, und zwar dies auch, aber nicht nur, ohne deren Auftrag (durch Initiierung durch die Mitarbeiter selbst).

## Strategien
Wo „Führung von unten“ bezüglich der Legitimität der angewendeten Macht bzw. des Einflusses im Bereich der Führungsstrategien anzusiedeln ist, ist unter Fachleuten umstritten. Während Astrid Emmerich in ihrer Dissertation am Fachbereich Wirtschaftswissenschaft an der Freien Universität Berlin (2001) bestätigt, dass Führung nie unabhängig von den Beteiligten existiert, sieht sie durch die informale Überwindung von hierarchischen Begrenzungen einen Unterschied zu offiziell eingesetzten Steuerungselementen wie „Empowerment“ oder dem „Führen durch Ziele“.
Dagegen hat nach Hans-Werner Bierhoff (2006) bei der Entwicklung schlanker Organisationen „Führung von unten“ als offiziell eingesetzte Strategie große Bedeutung, vor allem zwecks Dezentralisierung und Reduzierung von Unternehmensstrukturen. Die Fähigkeit zur Führung von unten kann bei der Auswahl von Bewerbern bei Stellenbesetzungen eine immer größere Rolle spielen.
Strategien der Einflussnahme bei der Führung von unten können direktiv sein (indem dem Vorgesetzten Druck gemacht wird), diskursiv (in dem sie überzeugt werden), aber in subtiler Form auch aus Einschmeicheln oder dem Einschalten übergeordneter Instanzen bestehen. Ermutigt, im Unternehmen mitzuführen, werden Mitarbeiter durch Einführung eines Vorschlagswesens oder durch materielle Anreize im Sinne von Beteiligungen, erläutert Bierhoff weiter.

### Informaler Einsatz
Strategien, die zur Überwindung hierarchischer Begrenzungen dienen, werden dabei von Kritikern, wie der Diplompsychologin Julia Raddatz, einer subversiven Wirkung verdächtigt, weil sie sich der Kontrolle der Vorgesetzten entziehen – zumal sie durch die Mitarbeiter initiiert und informell eingesetzt werden.

#### Spielregeln und Unternehmenskultur
Herzlieb schlägt dagegen von unten führenden Mitarbeitern vor, zunächst die Unternehmenskultur kennenzulernen, seine Prinzipien (den „Stil“ – auch hinsichtlich ungeschriebener Regeln), die Unternehmensphilosophie (auch ihre Interpretierbarkeit oder Ungereimtheiten) und Führungsleitlinien. Nach genauer Beobachtung der herrschenden (auch informellen) Spielregeln können, seiner Empfehlung nach, Möglichkeiten gesucht werden, diese im Sinne des Unternehmenszieles zu verändern, sofern sie dem eigenen Engagement entgegenstehen.
Damit große Neuerungen keine Befürchtungen und damit Widerstände schaffen, sei es sinnvoll, zunächst mit kleinen Veränderungen zu beginnen, wobei es hilfreich sei, sich zu fragen, welche Spielregel man selbst am störendsten empfindet.
Natürlich bleibt größtes Fingerspitzengefühl notwendig, betonen andere Ratgeber zum Thema in populärwissenschaftlichen Zeitungsartikeln. Sinnvoll sei auch, sich mit Kollegen zu solidarisieren, bei denen man ebenfalls eine Unzufriedenheit mit bestehenden Regeln entdeckt.

#### Umgang mit Konflikten und Problemen
Fast schon banal mutet Herzliebs Hinweis an, Konflikte ließen sich am besten lösen, wenn Mitarbeiter kooperativ denken können (also die Interessen beider Seiten wahren). Allerdings macht er darauf aufmerksam, dass es wichtig sei, sich zunächst zu überlegen, wer mit wem den Konflikt hat (ob nur eine der beteiligten Parteien oder beide sich des Problems miteinander bewusst sind). Wer sich dann noch in seinen Vorgesetzten einfühlen könne, um dessen Führungsverhalten zu akzeptieren, ohne jedoch eigene Positionen aufzugeben, sei in der Lage, unternehmerisch mitzudenken und seine Situation aktiv mit zu gestalten. Wiederkehrende Probleme können nach Herzlieb allerdings Hinweis auf ein zugrunde liegendes grundsätzliches Problem sein, das angegangen werden sollte.

#### Bewusster Umgang mit der eigenen Persönlichkeit
Analog zu Hinweisen, wie sie Führungskräften auch in Seminaren zur Kommunikation gegeben werden, müssen auch Mitarbeiter, die von unten führen wollen, möglichst bewusst kommunizieren und dazu das eigene Verhalten gut kennen lernen, um es gegenüber Vorgesetzten auch richtig steuern zu können. Wer dieses auch mit Hilfe von Persönlichkeitstests erforscht habe, könne seine Stärken aktiv und möglichst ausgewogen einsetzen, ist dafür Herzliebs Empfehlung. Um zu erfahren, wie man selbst auf andere wirkt, könne der Blick in das Johari-Fenster – eine Methode aus dem Bereich der Sozialpsychologie – aufschlussreich sein.
Verhaltensweisen, die für jede Beziehung konstruktiv sind, erweisen sich erst recht auch für berufliche Zusammenhänge und somit für das Führen von unten als sinnvoll. Letztlich handelt es sich dabei um dieselben Kommunikationsstrategien, wie sie auch Führungskräfte selbst anwenden oder wie sie in Seminaren zur Selbstentwicklung vermittelt werden.

### Offener, legitimierter Einsatz
Der von Bierhoff (s. o.) erwähnte offene Einsatz des „Führens von unten“ ist immer dort gefragt, wo Mitarbeiter offiziell im Zuge der Anwendung von Führungsinstrumenten durch ihre Vorgesetzten um Mitsprache oder Mitwirkung gebeten werden oder wo dies im Zuge ihres Arbeitsalltags ohnehin gefordert ist. Beispielhaft kann hierfür genannt werden:

#### Feedback
Eine wichtige Fähigkeit ist die, seinem Gegenüber Feedback zu geben (wobei eine entsprechende Kultur in Unternehmen dies sicher erleichtert), um kritische Situationen transparent zu gestalten, und sein Gegenüber auch zu loben, stellt Herzlieb fest, was bei Wehrle durch ein Zitat unterstützt wird: „Vor allem unzureichende Führung und mangelndes Feedback verursachen Inkompetenz in der Berufswelt und sind hauptverantwortlich für schlechte Leistungen.“ (Thomas F. Gilbert, 1978)
Herzlieb schlägt dazu einige Regeln vor, die im Sinne der Gesprächsführung zu beachten sind, wenn man Feedback geben will, wie zum Beispiel:
- Schaffung einer störungsfreien Atmosphäre,
- Vier-Augen-Situation,
- innere Bereitschaft beim Gegenüber (z. B. kein Zeitdruck),
- hierarchiefreie Atmosphäre (lieber in Besprechungsecke, als über Schreibtisch hinweg),
- keine konfrontative Sitzposition, sondern 90° Winkel zum Gesprächspartner,
- richtiges Timing (nicht aus eigenem Ärger heraus handeln, sondern zunächst drüber schlafen),
- jedoch nicht zu lange warten (zeitlicher Zusammenhang des Inhaltes des Gesprächs soll nicht verloren gehen),
- positiv formulieren,
- auch eigene Versäumnisse oder Anteile am Problem selbstkritisch aber gelassen mit einfließen lassen,
- Orientierung an der Persönlichkeit des Gegenübers (wie viel Feedback kann es aufnehmen?),
- nur wenige Sachverhalte ansprechen, damit das Gegenüber sich nicht „auf der Anklagebank“ sieht.

Weil Feedback zu bekommen auch immer kritische Anteile beinhaltet, fällt es vielen schwer, sich Feedback zu holen beziehungsweise es auch anzunehmen. Nachteilig ist es auf jeden Fall, über den Inhalt eines Feedbacks eine Diskussion zu beginnen. Wichtiger ist (ebenfalls nach Herzlieb/Ulrich 2005) dagegen
- aufmerksam zuhören,
- sich durch offene Fragen unklare Aspekte erläutern lassen,
- bedanken und betonen, dass das Feedback einem wichtig ist,
- Verständnis zum Ausdruck bringen,
- keine Rechtfertigungsdiskussionen (Feedback beschreibt die Wirkung auf andere – die bereits stattfand !),
- nicht reklamieren, wenn ein Feedback in Form und Struktur nicht den Regeln eines Feedback entspricht,
- überlegen, ob bereits einige Konsequenzen zugesichert werden können – jedoch auch nicht zu viele Versprechungen!
- Verantwortung übernehmen, für die Schlüsse, die aus einem Feedback gezogen werden können, aber beachten, dass jedes Feedback auch subjektiv ist.

#### Zielvereinbarungsgespräche
Da eines der wichtigsten Führungsinstrumente in vielen Unternehmen das Zielvereinbarungsgespräch sei, solle die Gesamtstrategie, ein Unternehmen entsprechend zu führen (Management by Objectives), von Mitarbeitern verstanden werden, empfiehlt Herzlieb weiter. Einflussnahme auf den eigenen Arbeitsalltag, um Möglichkeiten zu steigern, sei hier am richtigen Platz, wobei zunächst in Erfahrung gebracht werden müsse, wie wichtig im Unternehmen die Zielorientierung ist. Relevant sei im Gespräch, dass die Zielvereinbarung möglichst auch konkret dokumentiert wird.
Die aktive oder passive Einflussnahme wird durch eine gründliche Vorbereitung auf das Zielvereinbarungsgespräch leichter. Andererseits müssen die Mitarbeiter, um führen zu können, den Mut finden, Ziele, Messkriterien und Strategien, die ihnen vorgeschlagen werden, abzulehnen, wenn sie keine Übereinstimmung mit den Betriebszielen erkennen oder keine innere Überzeugung dazu haben.

#### Aktivität im Alltag
Weil Mitarbeiterführung permanent stattfinde, können Mitarbeiter auch immer – durch den Umgang mit der Führung – Einfluss auf ihren Vorgesetzten nehmen, wie Herzlieb/Ulrich weiter ausführen:
- Vor allem geschehe dies, indem Mitarbeiter bei der Erteilung von Arbeitsaufträgen auf Klarheit drängten (also falls nötig Nachfragen) und sich aktiv darum bemühten, dass sie die Informationen bekommen, die sie für ein umfassendes Verständnis ihrer Aufgabe benötigten. Falls Informationen immer wieder vom Vorgesetzten verschleppt würden, solle dieser durch Feedback (s. o.) darauf hingewiesen werden. Bei Informationen, die zu einem umfassenderen Verständnis des Arbeitsauftrages helfen könnten, auch wenn sie den eigenen Auftrag überschritten, diene das wiederholte Signalisieren eigenen Interesses dazu, zu zeigen, dass man die Gesamtsituation des Unternehmens verstehen will.[50] Nur wenn der Mitarbeiter wisse, was sein Vorgesetzter von ihm will, kann er seinen Auftrag korrekt erfüllen – dennoch dürfe er keine hellseherischen Fähigkeiten von seinem Chef erwarten, meint dazu Martin Wehrle,[51] und dieser nicht von ihm.
- Weitere Relevanz hat bei Herzlieb die Selbstkontrolle, ob der Auftrag oder die vereinbarte Qualität (auch unter Berücksichtigung äußerer Faktoren) erreicht werde, bevor der Vorgesetzte selbst kontrolliere. Sofern Gefahr bestünde, dass ein Ziel nicht erreicht wird, solle der Vorgesetzte darauf hingewiesen werden. Auf diese Art käme der Mitarbeiter von einer untergeordneten zu einer selbstbewussten Rolle.[52]
- Auf eigene Kritikfähigkeit solle geachtet werden (siehe Feedback), wobei auch bei zu kleinlicher Kritik darauf hingewiesen werden soll.[53]
- Ebenso sollten Mitarbeiter an effizienter Kommunikation mitwirken, was deren Klarheit und Eindeutigkeit genauso beträfe wie die Geschwindigkeit, mit der sie verteilt wird. Auch an der Qualität von Besprechungen sollten Mitarbeiter aktiv mitwirken, zählt Herzlieb Verhaltensweisen auf, die zur Selbstverständlichkeit im Berufsalltag gehören sollten.[53]

## Wirkung
Die Orientierung an Konzepten der Führung von unten kann Mitarbeitern dazu dienen, in Zeiten erhöhter Arbeitsverdichtung und des Kostendrucks eine Strategie zu entwickeln, den eigenen Verantwortungsbereich aktiv mitzugestalten. Mitarbeiter, die ihre berufliche Situation wirklich verändern wollen, müssen nach Herzlieb ihren Wunsch zu einer Vision konkretisieren – einer Vorstellung, aus der sie möglichst greifbare Ziele ableiten können (wie bei Zielvereinbarung – siehe oben). Die Aktivitäten, die zu diesen Zielen führen, sollten konkret beschrieben werden, sodass sie abgearbeitet werden können. Falsch sei es dabei, zu viel auf einmal verändern zu wollen; besser dagegen, einzelne Punkte, die wenig Aufwand kosteten und dem Vorgesetzten und dem Mitarbeiter viel bringen, anzugehen. Ideal sei es, wenn diese Ziele im Gespräch mit anderen reflektiert werden können.
Vorgesetzte werden dazu bewegt, den Vorschlägen ihrer Mitarbeiter mehr Gehör zu verleihen, sodass die Mitarbeiter sich ihren Chefs weniger ausgeliefert fühlen. Die Rückdelegation von echter Verantwortung führt zur Zunahme des Engagements der Mitarbeiter. Herzlieb sieht dabei die Vorgesetzten immer mehr zu Coaches werden, die die Eigen- und Mitverantwortung sowie die Mitentscheidung ihrer Mitarbeiter stärken. Zudem erhalten sie Rückmeldung, die ihnen oft fehlt, stellt Wehrle fest, was letztlich dem Unternehmen zugutekommt.
Besonders für Führungskräfte in der Sandwichposition (zwischen Basismitarbeitern und Vorgesetzten) wird das Konzept als Bewältigungsstrategie empfohlen. Das Akzeptieren oder gar das bewusste Zulassen des Führens von unten erfordert jedoch auch eine Reflexion über das Selbstverständnis von Managern und kann daher auch mit Ängsten besetzt sein.
Unternehmen, die ihre Mitarbeiter zum Führen von unten motivieren, verringern die Gefahr, zunehmender Komplexität mit immer mehr Regelungen und mit einer dadurch ebenso erweiterter Komplexität zu begegnen, in dem die Mitarbeiter mehr Kompetenzen übernehmen können. Neben der Zunahme von Motivation wird die Organisationsstruktur innovativer, schlanker und effizienter, erläutert der Unternehmensberater Strathausen in einem Seminar an der Hochschule für Wirtschaft und Technik in Berlin.

## Kritik
Unter Führungskräfte-Trainern ist das Konzept nicht unumstritten, da sich die Führung eines Vorgesetzten durch die Mitarbeiter auch als Führungs- oder Entscheidungsschwäche auslegen lässt. Sobald dies von einem Vorgesetzten wahrgenommen wird, soll dieser aktiv werden und Gegenmaßnahmen ergreifen, raten Kritiker.
Wenn Führung allerdings als Funktion im Rahmen eines Unternehmensziels begriffen wird, kann „Führen von unten“ / „Cheffing“ durchaus konstruktiv für Betriebe sein; werden doch dieselben Mechanismen vom Mitarbeiter angewendet und bejaht, wie sie auch Führungskräften empfohlen werden. Der Begriff der „Manipulation“ erscheint bei der entstandenen Augenhöhe unangebracht, wenn sie nicht dazu dient, den Vorgesetzten zu demontieren oder von seiner Position zu verdrängen, sondern dazu dient, sich aktiv führen zu lassen (und dies mit zu gestalten) statt passiv geführt zu werden (ohne Identifikation mit dem Unternehmensziel).
Ein Umgangsstil von Vorgesetzten, die in ihren Mitarbeitern angestellte Mit-Unternehmer sehen, die für das Erreichen der Unternehmensziele mitverantwortlich sind, führt zu einem Anstieg von Verantwortungsbewusstsein. Ein Modell umfassender Transparenz kann dazu da sein, die Mitarbeiter in Unternehmensführung und Betriebswirtschaftslehre bewusst zu schulen (und die Bücher offenzulegen – Open-Book Management), damit sie Verhalten und Entscheidung ihrer Vorgesetzten besser verstehen und mittragen können.